# Nespresso
Nespresso, ou Nestlé Nespresso S.A., est une marque commerciale de la Société des Produits Nestlé. Positionnée sur le marché du café en dosette, elle propose des machines à café utilisant des capsules en aluminium.
En 2022, Nespresso a réalisé un chiffre d'affaires de 6,5 milliards d'euros.

## Origine du nom
La marque est un mot-valise constitué à partir de Nestlé et d'expresso.

## Histoire
L'idée de Nespresso naît en 1970 chez Nestlé : la multinationale suisse imagine alors un concept constitué d'un système intégré fermé où l'on introduirait une dosette de café qui produirait l'équivalent d'un expresso. La première application brevetée remonte ainsi à 1970, selon un procédé inventé par l'ingénieur vaudois Éric Favre,.
Moqué par sa femme italienne, cet ingénieur aérospatial veut lui montrer qu’il peut faire le meilleur des espressos. S’inspirant du célèbre café romain Sant’Eustachio, il met au point une machine permettant l’aération de l’eau passant à travers une capsule de café.
Le système commence à être commercialisé en 1986 avec la création de la filiale de Nestlé, Nespresso SA à Vevey en Suisse.
Nespresso vend tout d'abord ses capsules dans le monde professionnel (bars, hôtels, bureaux...) mais c'est un échec : entre 1986 et 1988, les ventes ne décollent pas et Nestlé remet en cause le projet. En 1988, les ventes progressent nettement. L'entreprise passe alors en 1990 son premier contrat avec Turmix, autre société suisse, qui s'occupe de la production des machines. Par la suite, d'autres contrats sont signés avec les sociétés Krups, Magimix, Alessi, Philips, Siemens, De'Longhi et Sage. Nespresso s'implante alors dans de nombreux pays. Elle fait appel en 1991 au designer Rémy Jacquet (agence Multiple, basée à La Chaux-de-Fonds) qui conçoit les différentes versions.
En 2005, Nespresso fait appel à George Clooney pour lancer une campagne de publicité, puis, en 2008, à John Malkovich, et ensuite, en 2014, à Jean Dujardin. Enfin, en 2022, Camille Cottin rejoint George Clooney et Jean Dujardin dans une autre campagne de publicité,.
En 2020, le chiffre d'affaires atteint 5,9 milliards de francs suisses. L'entreprise bénéficie, selon Le Figaro, d'une rentabilité « proche des niveaux enregistrés dans l'industrie du luxe ».

## Des machines et des capsules

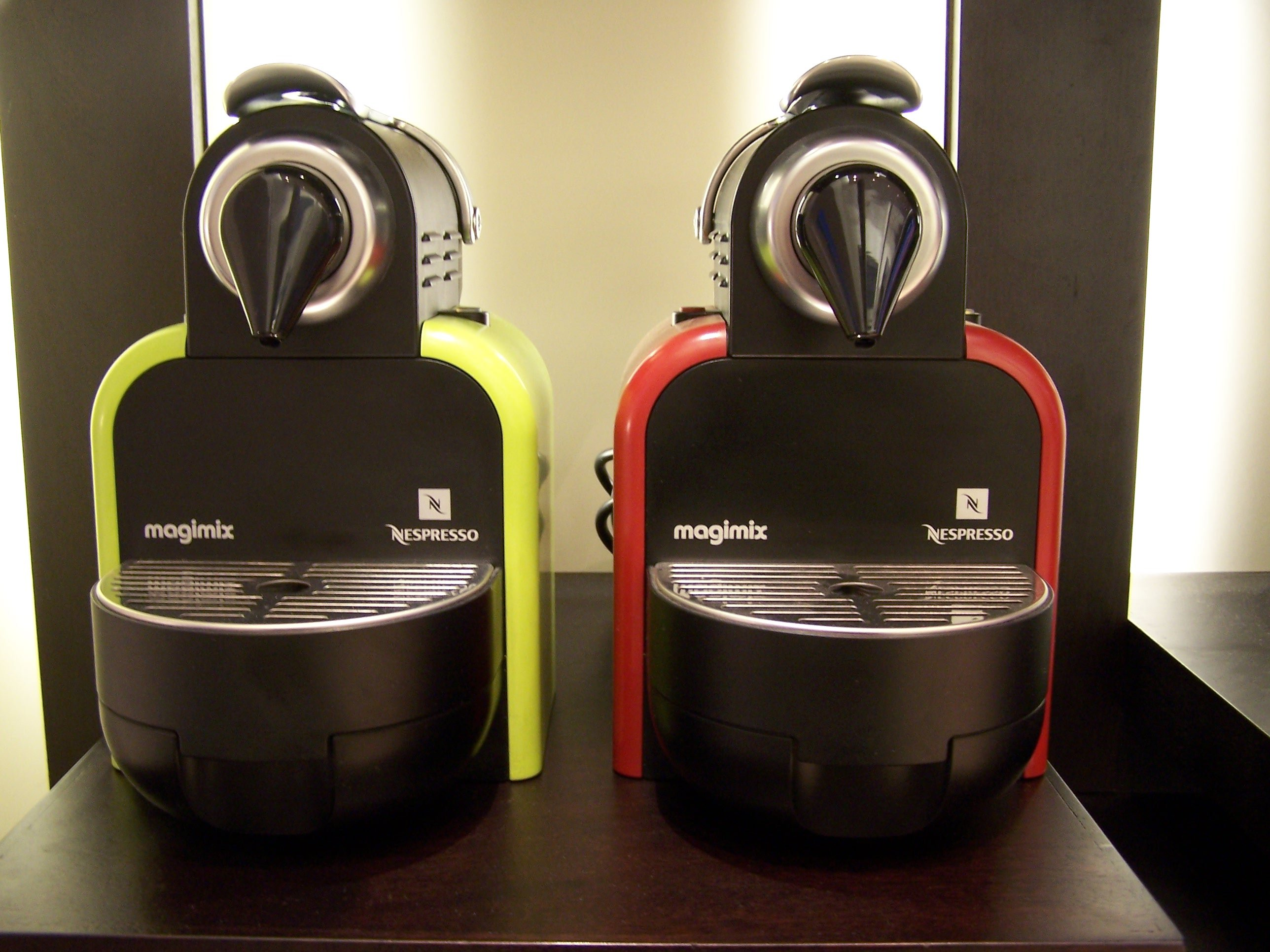
La série M100 de Magimix.

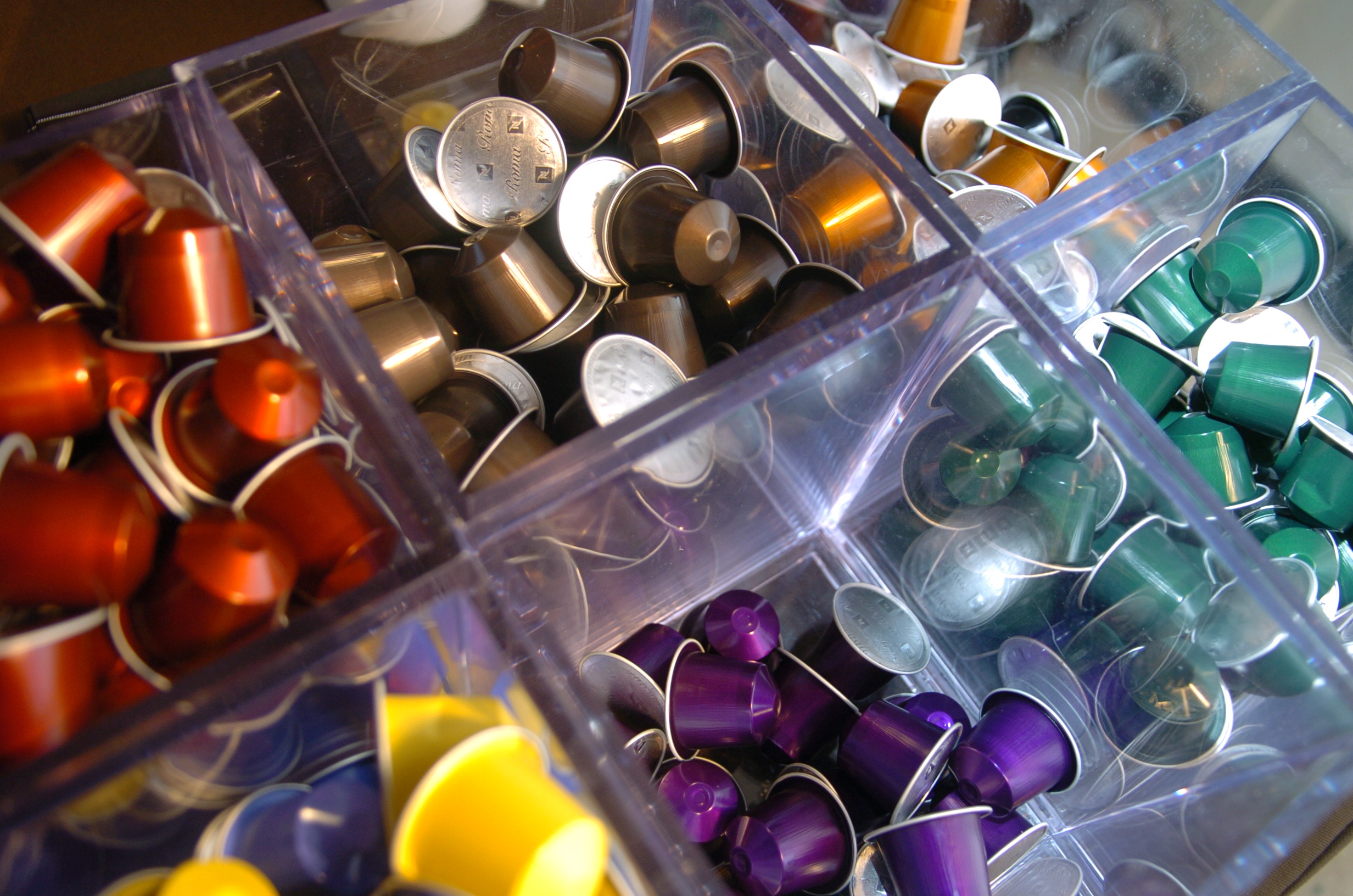
Capsules Nespresso dans la boutique des Champs-Elysées à Paris, le 12 décembre 2007.

La société Nespresso commercialise des machines et des capsules.
Les capsules sont distribuées uniquement dans les boutiques Nespresso ou par correspondance, tandis que les machines sont sous licence. Nespresso s'est associé à deux constructeurs pour réaliser ses machines, Eugster et De'Longhi, et sur d'autres acteurs pour leur distribution, Turmix, Koenig, Krups, Magimix, Siemens, KitchenAid et Sage.

## Marketing
Nespresso recrute Michel Gondry ainsi que l'acteur américain George Clooney pour jouer dans ses publicités. C'est lui qui prononce le slogan de la marque : « What else ? » (« Quoi d'autre ? »). Le choix de cet acteur démontre le souhait de la marque de se positionner dans le monde du luxe, tout comme l'ouverture de boutiques au décor soigné dans les beaux quartiers de grandes villes. 
La marque cherche à ne pas correspondre au modèle de vente traditionnelle en épicerie d'« un produit dans une boîte » (« product in a box ») pour privilégier une « expérience de service » que la marque présente comme de plus haute tenue (« superior 'service experience' »). C'est dans ce but qu'elle a créé le « Club Nespresso », donnant l'impression à chacun de ses clients d'être le privilégié d'un service de luxe. En effet, « toutes les composantes [de la stratégie commerciale de la marque] s'inspirent des codes en vigueur dans l'industrie du luxe. À commencer par une communication large et une distribution restreinte, équation idéale pour susciter à la fois le désir et l'insensibilité au prix. »
Par ailleurs, la stratégie de Nespresso est basée sur un modèle de clientèle captive pour les consommables (comme c'est le cas des clients ayant acheté une imprimante à jet d'encre pour les cartouches d'encre). Ce modèle a été mis à mal ces dernières années par l'apparition de dosettes compatibles de marques concurrentes[réf. nécessaire].
Depuis 2016, la concurrence apparue sur le marché des dosettes de café avec la perte des brevets a obligé Nespresso à réviser sa stratégie. En effet, le lancement de la gamme Vertuo avec de nouvelles capsules différentes (et donc protégées par leurs brevets), permettait d'imaginer une reprise en main du marché des dosettes de luxe. Cette gamme fournit la possibilité de réaliser des cafés allongés.

## Capsules compatibles

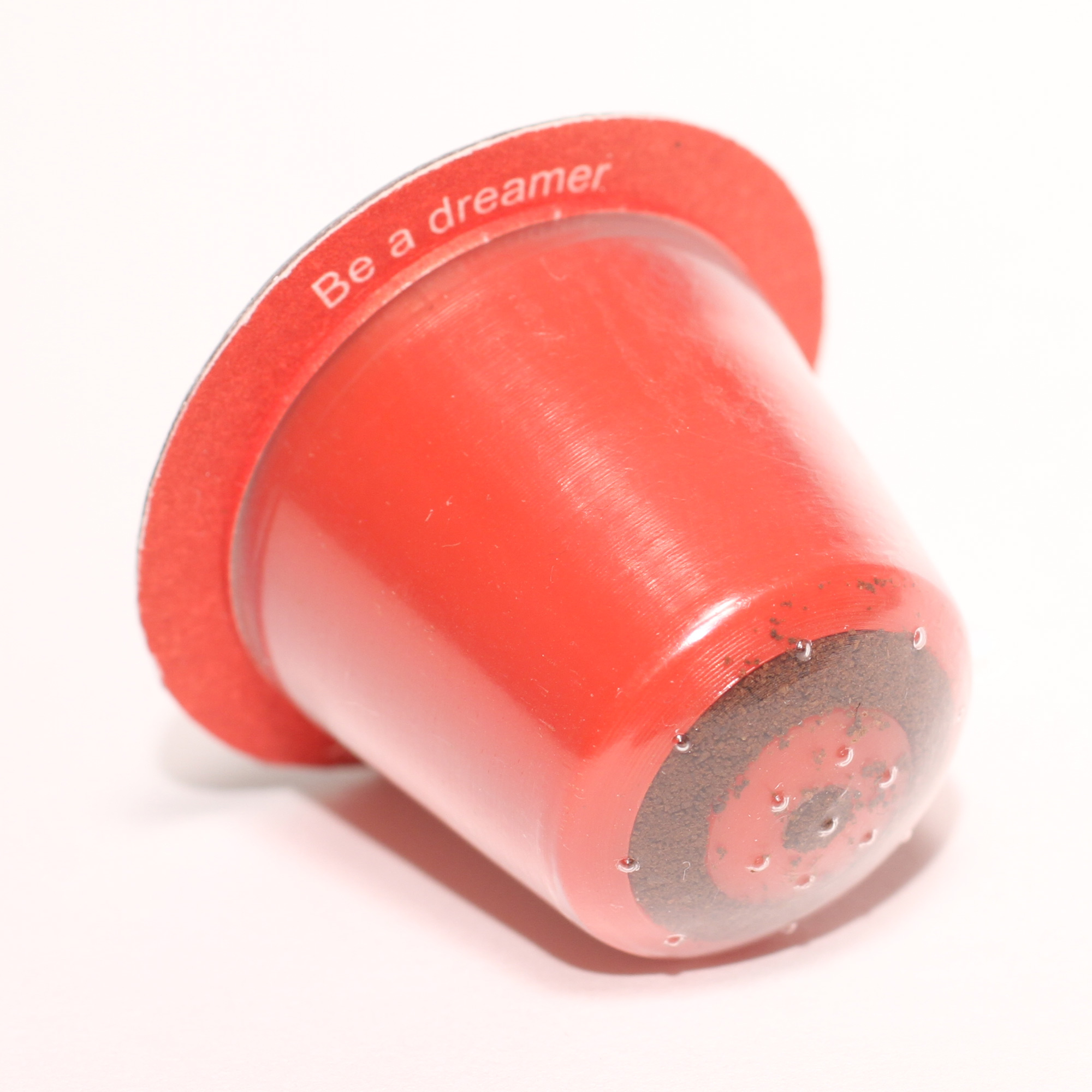
Une capsule de marque Velibre (Allemagne) compatible Nespresso.

En mars 2010, Jean-Paul Gaillard, patron de Nespresso entre 1988 et 1997, indique qu'une faille dans un brevet de Nespresso permet de commercialiser des capsules concurrentes, et lance ses premières capsules compatibles fabriquées par sa société Ethical Coffee Company et vendues sous la marque Casino. Sara Lee lance également les siennes sous la marque Maison du café.
Nespresso décide en juin 2010 d'assigner en justice Sara Lee puis Ethical Coffee Company pour contrefaçon,.
En Allemagne, « Il n'y a pas de violation de brevet quand un consommateur utilise des capsules d'autres producteurs » car les dosettes ne forment pas « l'élément clé » des machines Nespresso et ne possèdent pas « la particularité d'une invention », d'après le tribunal de Düsseldorf.
En mai 2013, LSA souligne que « les multiples tentatives judiciaires de Nestlé pour protéger ses brevets ayant échoué, d’autres [après Casino] se lancent [dans la production de capsules compatibles] ».

## Secteur professionnel

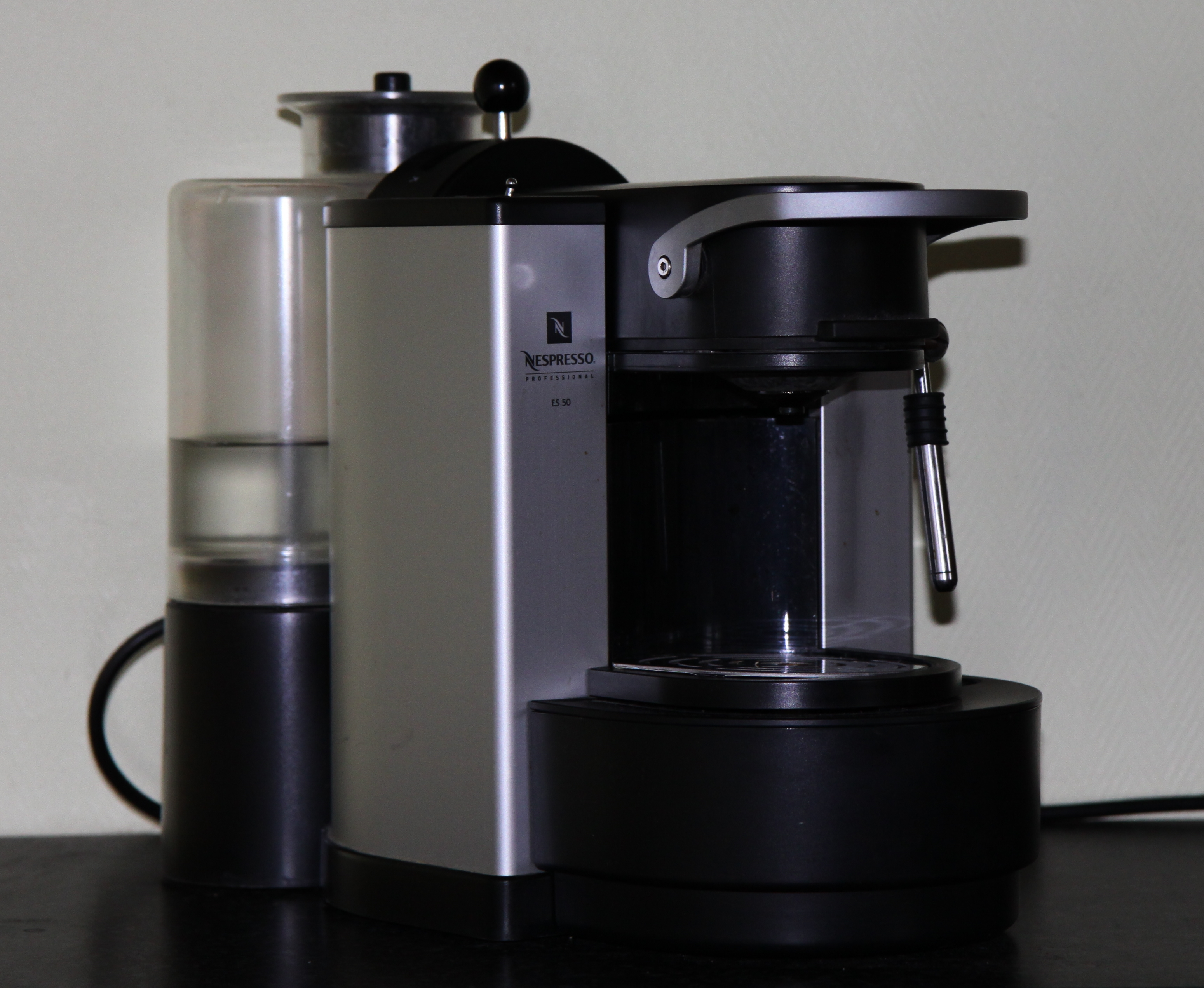
Cafetière Nespresso professionnel type ES50.

Nespresso s'est lancé sur le marché professionnel en 1996 via la division Nespresso Professional, devenue ensuite Nespresso Business Coffee Solutions. Les capsules n'ont pas le même format que celles destinées au grand public et ne peuvent être utilisées que sur des machines spécifiques exclusivement destinées aux entreprises.

## Critiques

### Modèle commercial
Le concept (machine, capsule, service) est protégé par 70 brevets, selon un concurrent (soit 1 700 enregistrements pour l'ensemble des pays concernés), les premiers devant expirer en 2012. Ce qui crée un modèle économique fermé à toute concurrence. Ainsi, avant que les brevets ne soient contournés, une cafetière Nespresso n'était utilisable qu'avec les capsules de la société. Les clients ne pouvaient donc se fournir que chez Nestlé, par l'intermédiaire du site de la marque ou dans l'une des boutiques Nespresso. Ce système fermé était une exception sur le marché des machines et de la distribution du café et rappelle le modèle commercial des fabricants d'imprimantes[réf. nécessaire]. Il permet à Nespresso de fixer seul les prix de ses produits pour un coût à la tasse environ trois fois supérieur à celui d'un café filtre.
En 2010, une entreprise concurrente dénonce ce système qu'il nomme « captif » car fonctionnant avec un unique type de dosettes que le consommateur ne peut acheter que chez le fabricant. Il est alors condamné par le Tribunal de commerce de Paris à verser 10 000 euros de dommages et intérêts pour « dénigrement à l’encontre de la SAS Nespresso France », et c'est désormais le terme "propriétaire" qui doit être utilisé pour nommer le modèle commercial. Mais le tribunal estime que « le comparatif mis en ligne par la société Chacun Son Café n’est pas de nature à induire en erreur les consommateurs ». La communauté du logiciel libre (Linux) avait soutenu la petite marque et avait fait part de ses regrets quant à cette décision du tribunal.   
En septembre 2011, l'ONG Suisse Solidar dénonce l'absence d'offre de café équitable avec une vidéo parodiant la publicité avec George Clooney.
En avril 2014, Nestlé accepte le principe de la compatibilité des dosettes tierces sous la pression de l'Autorité de la concurrence française, en communiquant à ses concurrents les modifications techniques apportées à ses machines,,.
Une décision faisant suite à l’action de DEMB (anciennement Sara Lee), fabricant les dosettes L'Or Espresso, et Ethical Coffee Company (ECC), accusant Nespresso de modifier ses machines pour gêner leur utilisation avec des dosettes concurrentes et de multiplier les mentions commerciales et techniques susceptibles de dissuader les consommateurs d'acheter d'autres dosettes que les Nespresso.
Nespresso France, Nestlé Nespresso et Nestlé SA, la maison mère, ont été condamnés en 2020 à verser 500 000€ à Ethical Coffee Company (ECC) pour concurrence déloyale. Nespresso avait, à travers le Club Nespresso, instillé des doutes dans l'esprit du public sur la compatibilité, la qualité, la biodégradabilité ou encore la sécurité de ses capsules.

### Impact écologique

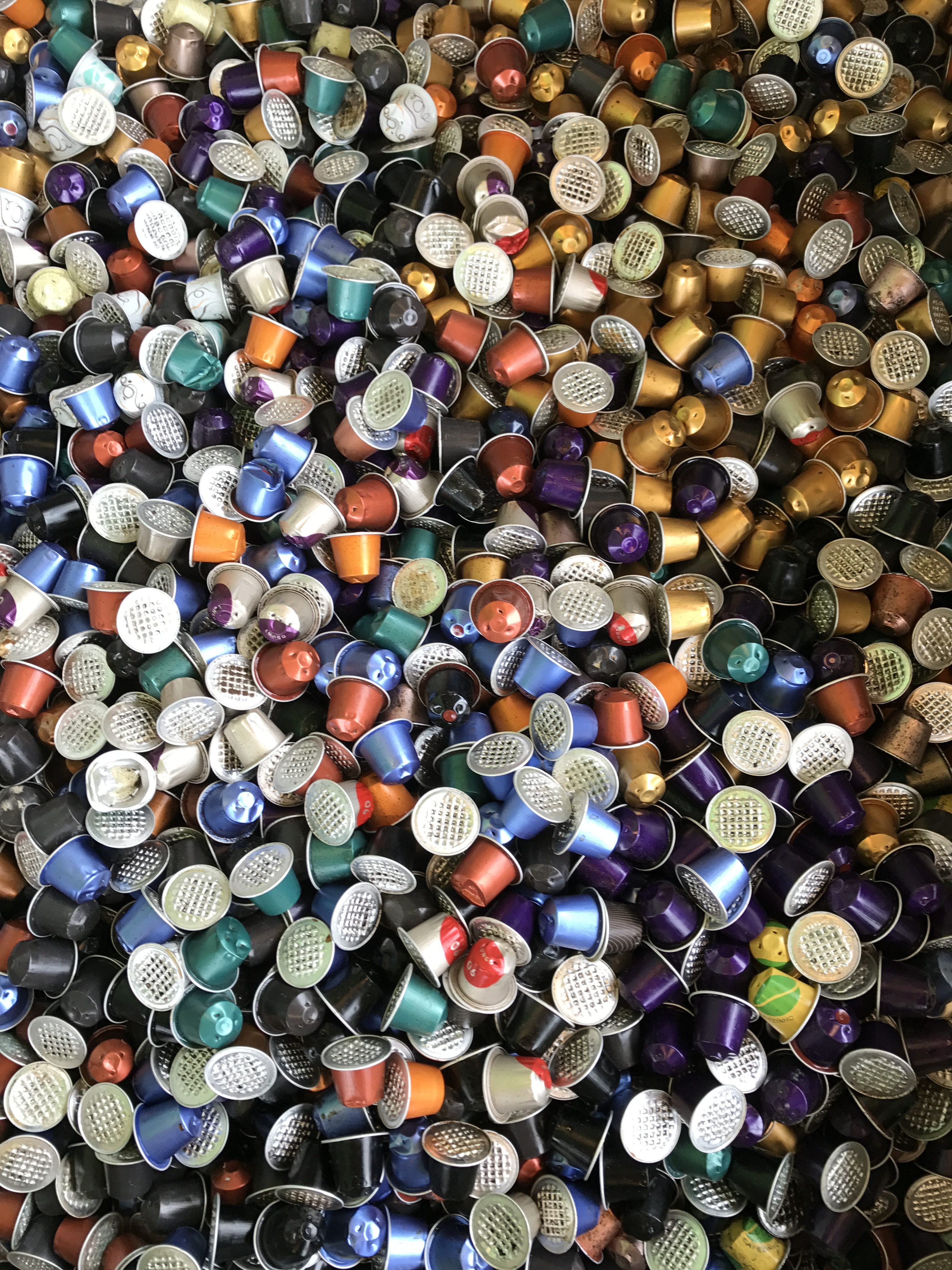
Des capsules Nespresso prêtes au recyclage.

En réponse aux accusations  d'avoir lancé un produit en aluminium nuisible à l'environnement, Nestlé commence à collecter les capsules usagées au début des années 1990. En effet, du fait de son conditionnement en capsule, l'empreinte écologique d'un café Nespresso est sujette à la polémique. Certaines capsules sont recyclables, mais elles sont rarement recyclées en pratique. En 2009, Nestlé annonce un taux de 50 % en Suisse et en Allemagne, mais de seulement 2 % en France. Selon Nestlé, le taux d’aluminium recyclé dans les capsules reste inconnu. Pour autant, l'impact écologique de l'emballage est minime par rapport au bilan carbone total d'un café.